# باول جاكوبس (معلم موسيقى)
باول جاكوبس (بالإنجليزية: Paul Jacobs)‏ هو معلم موسيقى أمريكي، ولد في 1 فبراير 1977 في واشنطن في الولايات المتحدة.

## وصلات خارجية
- الموقع الرسمي
- باول جاكوبس على موقع ميوزك برينز (الإنجليزية)
- باول جاكوبس على موقع ديسكوغز (الإنجليزية)